# Hoplodino longipalpis
Hoplodino longipalpis is een hooiwagen uit de familie Podoctidae.